# Perm

Đây là bài về thành phố Perm, về kỷ địa chất - xem bài Kỷ Permi, về tỉnh Perm - xem bài Tỉnh Perm.
Perm (tiếng Nga: Пермь, dân số 1.000.100 thống kê dân số năm 2003) là một thành phố của nước Nga, nằm trên bờ sông Kama, dưới chân dãy núi Ural - ranh giới giữa châu Âu và châu Á. Vị trí địa lý 58°00′vĩ bắc, 56°14′độ kinh đông. Pecmi được thành lập vào ngày 17 tháng 5 năm 1723, và được gọi là thành phố từ năm 1781. Thành phố này là thủ phủ của tỉnh Pecmi (Пермская область), tỉnh này thuộc về Liên vùng cận Volga (Приволжский федеральный округ). Thành phố này là trung tâm hành chính, công nghiệp, khoa học và văn hóa của tỉnh. Các ngành công nghiệp chủ đạo bao gồm chế tạo máy, quốc phòng, dầu khí (khoảng 3% sản lượng dầu khí toàn Nga), chưng cất dầu, hóa chất và hóa dầu, đồ gỗ và chế biến gỗ cũng như công nghiệp thực phẩm. Pecmi cũng có một vài trường đại học lớn.
Từ năm 1940 đến năm 1957 thành phố có tên là Molotov (Мо́лотов), lấy theo tên gọi của Vyacheslav Molotov.

## Khí hậu
| Dữ liệu khí hậu của Perm                | Dữ liệu khí hậu của Perm | Dữ liệu khí hậu của Perm | Dữ liệu khí hậu của Perm | Dữ liệu khí hậu của Perm | Dữ liệu khí hậu của Perm | Dữ liệu khí hậu của Perm | Dữ liệu khí hậu của Perm | Dữ liệu khí hậu của Perm | Dữ liệu khí hậu của Perm | Dữ liệu khí hậu của Perm | Dữ liệu khí hậu của Perm | Dữ liệu khí hậu của Perm | Dữ liệu khí hậu của Perm |
| Tháng                                   | 1                        | 2                        | 3                        | 4                        | 5                        | 6                        | 7                        | 8                        | 9                        | 10                       | 11                       | 12                       | Năm                      |
| --------------------------------------- | ------------------------ | ------------------------ | ------------------------ | ------------------------ | ------------------------ | ------------------------ | ------------------------ | ------------------------ | ------------------------ | ------------------------ | ------------------------ | ------------------------ | ------------------------ |
| Cao kỉ lục °C (°F)                      | 4.3 (39.7)               | 6.0 (42.8)               | 15.0 (59.0)              | 27.3 (81.1)              | 34.6 (94.3)              | 35.4 (95.7)              | 36.6 (97.9)              | 37.2 (99.0)              | 30.7 (87.3)              | 22.5 (72.5)              | 11.9 (53.4)              | 4.5 (40.1)               | 37.2 (99.0)              |
| Trung bình ngày tối đa °C (°F)          | −9.3 (15.3)              | −7.6 (18.3)              | 0.1 (32.2)               | 8.7 (47.7)               | 16.9 (62.4)              | 22.5 (72.5)              | 24.2 (75.6)              | 20.5 (68.9)              | 13.9 (57.0)              | 5.9 (42.6)               | −3.1 (26.4)              | −8 (18)                  | 7.1 (44.7)               |
| Trung bình ngày °C (°F)                 | −12.8 (9.0)              | −11.6 (11.1)             | −4.2 (24.4)              | 3.5 (38.3)               | 10.8 (51.4)              | 16.5 (61.7)              | 18.6 (65.5)              | 15.3 (59.5)              | 9.6 (49.3)               | 3.0 (37.4)               | −5.8 (21.6)              | −11.1 (12.0)             | 2.7 (36.9)               |
| Tối thiểu trung bình ngày °C (°F)       | −16.2 (2.8)              | −15.1 (4.8)              | −8.1 (17.4)              | −0.9 (30.4)              | 5.4 (41.7)               | 11.1 (52.0)              | 13.3 (55.9)              | 11.0 (51.8)              | 6.2 (43.2)               | 0.5 (32.9)               | −8.4 (16.9)              | −14.2 (6.4)              | −1.3 (29.7)              |
| Thấp kỉ lục °C (°F)                     | −44.9 (−48.8)            | −40.8 (−41.4)            | −34.8 (−30.6)            | −23.5 (−10.3)            | −13 (9)                  | −3.4 (25.9)              | 1.7 (35.1)               | −1.9 (28.6)              | −7.8 (18.0)              | −25.2 (−13.4)            | −38.5 (−37.3)            | −47.1 (−52.8)            | −47.1 (−52.8)            |
| Lượng Giáng thủy trung bình mm (inches) | 44 (1.7)                 | 30 (1.2)                 | 28 (1.1)                 | 36 (1.4)                 | 59 (2.3)                 | 81 (3.2)                 | 70 (2.8)                 | 76 (3.0)                 | 72 (2.8)                 | 61 (2.4)                 | 55 (2.2)                 | 45 (1.8)                 | 657 (25.9)               |
| Số ngày mưa trung bình                  | 1                        | 2                        | 4                        | 11                       | 18                       | 18                       | 17                       | 20                       | 21                       | 17                       | 7                        | 3                        | 139                      |
| Số ngày tuyết rơi trung bình            | 28                       | 24                       | 19                       | 9                        | 4                        | 0.4                      | 0                        | 0                        | 2                        | 13                       | 24                       | 27                       | 150                      |
| Độ ẩm tương đối trung bình (%)          | 83                       | 79                       | 72                       | 65                       | 62                       | 68                       | 71                       | 77                       | 80                       | 82                       | 85                       | 85                       | 76                       |
| Số giờ nắng trung bình tháng            | 38                       | 79                       | 152                      | 198                      | 275                      | 290                      | 284                      | 226                      | 132                      | 65                       | 37                       | 23                       | 1.799                    |
| Nguồn 1: Pogoda.ru.net                  |                          |                          |                          |                          |                          |                          |                          |                          |                          |                          |                          |                          |                          |
| Nguồn 2: NOAA (nắng, 1961–1990)         |                          |                          |                          |                          |                          |                          |                          |                          |                          |                          |                          |                          |                          |

## Các thành phố kết nghĩa
Perm' kết nghĩa với các thành phố sau:
- Louisville, Kentucky, Mỹ (1994)

## Định nghĩa
Từ thế kỷ 13 – 17, Perm' là tên gọi của một khu vực rộng lớn bằng tỉnh Perm' và nước cộng hòa tự trị Kômi ngày nay.